# Johann Franz von Raesfeld zu Ostendorf
Johann Franz Anton von Raesfeld zu Ostendorf (* nach 1676; † 1723 in Münster) war Domherr in Münster.

## Leben
Johann Franz Anton von Raesfeld entstammte dem westfälischen Adelsgeschlecht von Raesfeld. Er war der Sohn des Landdrosten Johann Adolf zu Ostendorf (1656–1713), der im Jahre 1676 Wilhelmine Maria Margarete von Westerholt geheiratet hatte.
Mit dem Erhalt der Tonsur am 28. Februar 1711 wurde Johann Franz auf ein geistliches Leben vorbereitet. 1720 kam er in den Besitz einer Dompräbende, auf die der Domherr Bernhard Wilhelm von Plettenberg verzichtet hatte. In Osnabrück gelangte er im Jahre 1721 durch Resignation des Domherrn Adolf Heinrich Droste zu Vischering zu einer Dompräbende. Schon kurze Zeit später, am 26. Oktober 1723, verzichtete er zugunsten seines Neffen Franz Arnold auf die Pfründe.